# Altpreußisches Kürassierregiment K 6 (1806)
Das Altpreußische Kürassier-Regiment K6 war ein schwerer Kavallerieverband der Königlich Preußischen Armee. Es wurde 1688 als Regiment zu Pferde du Hamel errichtet und führte bei seiner Auflösung infolge der Kapitulation bei Anklam im Jahre 1806 die Stammnummer 6 sowie den Inhabernamen von Quitzow. Aufgrund seiner Garnison trug es auch den Beinamen Ascherslebener Kürassiere.

## Geschichte
Die Errichtung geschah auf kurfürstliche Anordnung vom 19. Februar 1689 aus vier abgegebenen Kompanien des Regiments zu Pferde Briquemault (Kürassierregiment Nr. 5) mit nur 88 Reitern als Stamm für ein neues Regiment zu Pferde unter Generalmajor Franz du Hamel, dessen früheres Regiment bereits 1679 eingegangen war. Durch Werbung in Westfalen erfolgte eine rasche Vergrößerung auf acht Kompanien für den Feldzug gegen Frankreich. 1691 trat das Regiment eine Kompanie an das neue Regiment zu Pferde Nr. 9 ab, die durch Neuanwerbung in Halberstadt sofort ersetzt wurde. 1697 wurde es auf drei Kompanien Friedensstärke reduziert, aber schon 1699 wieder auf drei Eskadrons aufgestockt. Anfang 1702 gab es 20 Gemeine zum Regiment zu Pferde Heiden ab. Im Juni 1703 wurde es auf sechs Kompanien zu je 55 Gemeinen verstärkt. 1713 kam es nach Recklinghausen, Stift Essen, Werden und Bockum (Die höheren Ränge waren damals ausschließlich mit hugenottischen Offizieren besetzt). 1718 erfolgte eine erneute Verstärkung auf 10 Kompanien (5 Eskadrons). Rekrutierungen erfolgten ab 1733 bis 1806 in den Kreisen Osterwiek, Halberstadt, Aschersleben und Oschersleben mit den zugehörigen Städten. Die Garnisonen lagen 1714 in Minden, Lübbecke, Rahden, Enger, seit 1718 in Mansfeld, Seehausen, Salze, Schönebeck und Walsleben. Ab 1. Mai 1722 bis zur Auflösung 1806 lag das Regiment in der Stadt Aschersleben in Garnison, daneben waren Oschersleben und Kroppenstedt ebenfalls Garnisonsstädte. Zu Berühmtheit gelangte es unter seinem Chef, Herzog Carl August von Sachsen-Weimar, dessen allbekannter Minister Goethe ihn gelegentlich in der Regimentskommandantur in Aschersleben (heute: am Tie 29) besuchte und auf dem Feldzug 1792 begleitete. Im Regiment dienten seinerzeit einige prominente Personen, wie etwa Karl Georg von Loebell und Friedrich de la Motte Fouqué. In der Schlacht bei Auerstedt am 14. Oktober 1806 fielen in drei Eskadrons alle bis auf 95 Mann. Am 28. Oktober erlitt das Regiment an der Uecker bei Güstow eine Spaltung: ein Teil kapitulierte am 1. November bei Anklam, die Reste der 4. und 5. Eskadron (etwa 80 Mann unter Oberst von Schubaert) aber brachten über Stettin zusammen mit Versprengten und dem dortigen Depot schließlich 12 Offiziere und 250 Mann nach Ostpreußen, wo sie eine Eskadron bildeten, die erhalten blieb. Diese geretteten Teile des Regiments dienten 1807 zur Aufstellung der Märkischen Kürassier-Brigade, die ab 1808 die Benennung „Brandenburgisches Kürassier-Regiment“ erhielt.

## Chefs des Regimentes und Namensvarianten
Im Laufe seines Bestehens wechselte das Regiment öfters den Namen nach dem jeweiligen Regimentschef.
- 1688–1702 Generalmajor Baron du Hamel (Regimentschef ab 19. Februar 1689)
- 1702–1704 Generalmajor Charles Graf de l’Ostange (Regimentschef ab 1. März 1702)
- 1704–1715 Oberst Jacques Chalmot du Portail, später Generalleutnant (Regimentschef ab 30. November 1704) übernimmt 1715 Regiment No. 12
- 1715–1737 Generalleutnant Wilhelm Gustav Erbprinz von Anhalt-Dessau (Regimentschef ab 30. November 1715; ab 1. Mai 1722 Garnison in Aschersleben; bis Oktober 1724 kommandierender Oberstleutnant: Marquis Louis de Feyrac)
- 1737–1744 Generalmajor Prinz Eugen von Anhalt-Dessau (Regimentschef ab 16./23. Dezember 1737, ausgeschieden 1744); Kommandeur bis 1743: Oberst Hans Christoph von Schladen (1693–1743)
- 1744–1752 Generalmajor Christoph Ludwig von Stille (ab 10. März 1744, verstorben 20. Oktober 1752)
- 1753–1759 Generalmajor Georg Philipp Gottlob Baron von Schönaich (Regimentschef ab 13./17. April 1753, dimittiert 1759)
- 1759–1769 Generalmajor Heinrich Wilhelm Ludwig von Vasold (Regimentschef ab 14. April 1759, dimittiert 1769)
- 1769–1779 Oberst Rudolf von Seelhorst (Regimentschef ab 18. Juni 1769, starb als Generalmajor am 7. Januar 1779),
- 1779–1781 Generalmajor Theophilus Ernst Freiherr von Hoverback (Regimentschef ab 15. Januar 1779, verstorben im Januar 1781),
- 1781–1786 Oberst Hans Ludwig von Rohr (Regimentschef ab 7. Januar 1781, führte ab 1786 das Dragoner-Regt. Nr. 6 (ehem. die berühmten "Porzellandragoner"))
- 1787–1794 Oberst Herzog Carl August von Sachsen-Weimar (Regimentschef u. Generalmajor ab 16. Dezember 1787;[4] für Verdienste im Hollandfeldzug und der Kampagne in Frankreich 1792 befördert zum Generalleutnant). Nach dessen Rücktritt, kommandierender Oberst von Froreich[5] im Februar 1794.
- 1794–1800 Generalmajor Carl Wilhelm von Byern (1737–1800, Regimentschef ab 29. Dezember 1794)
- 1800–1806 Oberst Christian Heinrich von Quitzow (geb. 27. Juni 1737; Regimentschef ab 11. Juni 1800; im Range eines Generalmajors Kommandeur der Quitzow-Brigade (Wartensleben-Division bzw. 2. Kavallerie-Div.) in der Schlacht bei Auerstedt am 14. Oktober 1806; im Verlaufe selbiger bei Hassenhausen verwundet und am 1. November 1806 in Magdeburg nach Fußamputation[6] verstorben[7]). Reste der 4. und 5. Eskadron sodann[2] unter Oberst Ernst von Schubaert.[8][9] Dessen Tochter Marianne von Schubaert (1783–1862) war erste Gattin des Friedrich de La Motte Fouqué.[10]

## Teilnahme an Kampfhandlungen
Das Regiment nahm an folgenden Kampfhandlungen teil:
- Im Pfälzischen Erbfolgekrieg vom 16. April bis 12. Oktober 1689 Belagerung von Bonn. 1690 im Korps des Fürsten von Waldeck zwischen Rhein und Maas. 1691 Niederlage von Leuze. Ende 1691 Gent, Ath und Namur. Im Winter lag es im Cleveschen. 1692 Besatzung von Flandern ohne besondere Ereignisse. 1693 geriet es mit der Hauptarmee am 29. Juli in die verlustreiche Niederlage von Neerwinden. 1694 Flandern, ab Winter bei Magdeburg. Belagerung von Namur vom 17. Juli bis 2. September 1695.
- Spanischer Erbfolgekrieg Im Frühjahr 1701 mit vier Kompanien beim Hilfskorps Heiden im Raum Wesel. Oberst Charles Graf de l’Ostange führte es mit zwei Eskadrons gegen Kaiserswerth, das nach Belagerung am 15. Juni genommen wurde. Das Regiment war an der Eroberung von Venloo am 22. September und von Roermond am 7. Oktober beteiligt. Einschließung Gelderns am 21. April bis 12. Dezember. Im Jahr 1704 zog es, die Kompanien auf je 75 Gemeine verstärkt, mit Finckenstein bis 18. Mai zum Korps Anhalt-Dessau nach Rottweil. Am 13. August 1704 eroberte es in der Schlacht von Höchstädt zwei Fahnen der Franzosen, büßte aber eine Standarte ein, als es in der zweiten Attacke das feindliche Zentrum durchbrach und drei Infanterie-Brigaden überritt. Mitte März 1705 Marsch zum Garda-See, kam aber bei Cassano nicht zum Einsatz. Nachdem es durch Seuche fast alle Pferde verloren hatte, kehrte es mit den beiden anderen Regimentern zurück und erreichte im Februar 1706 Halberstadt zu Fuß. Am 29. Juli 1709 Einnahme von Tournay, Eroberung der Zitadelle am 3. September, Sieg bei Malplaquet. Vom 2. Mai bis 26. Juni 1710 Belagerung Douay, dann Eroberung von Bethune und Aire. 13. September 1711 Eroberung von Bouchain, und ab 16. Juli 1712 Belagerung von Landrecies, die nach zwei Wochen abgebrochen wurde.
- Großer Nordischer Krieg 1715 Pommern-Feldzug unter von der Albe, Belagerung von Stralsund (1715), Belagerung von Wismar bis April 1716.
- Zweiter Schlesischer Krieg Belagerung von Prag 1744. In der Schlacht bei Kesselsdorf 1745 führte es am rechten Flügel unter Kyau den erfolgreichen Umfassungsangriff von Osten gegen das heftig verteidigte Kesselsdorf, der dem I.R. 30 den Weg öffnete, so dass die feindliche Stellung aufgerollt wurde. Dabei warf es die Rutowsky-Grenadiere zurück, unter Verlust einer Fahne, und verlor drei Offiziere, 42 Mann ein. Ab 29. August stieß es in der Armee des Königs bis Lobositz vor. Dort ritt es mit dem linken Flügel, der ohne Befehl des Königs, die zweite Attacke südlich des Lobosch ausführte.
- Siebenjähriger Krieg Bei Prag brach es am 6. Mai 1757 beim Schlussangriff auf Maleschitz vom rechten Flügel her im Galopp durch die Infanterie, die Eskadrons hintereinander, gegen das feindliche Zentrum vor und verlor zwei Offiziere, 50 Mann, zum Teil durch irrtümliches eigenes Feuer. Bei Kolin bildete es die Reserve hinter dem rechten Flügel unter Bevern bei Brzezan und hielt bei Planjan den Rückzug offen. Nach dem Rückmarsch mit Bevern zum Schutze Schlesiens über Moys und Barschdorf stand es am 22. November westlich Breslau gegen den dreifach überlegenen Feind, den die tapferen Gegenangriffe unter Kyau nicht aufhalten konnten. Am 2. Dezember von Zieten bei Parchwitz dem König zugeführt, griff es bei Leuthen am rechten Flügel innen das Korps Nadasdy an und warf erst seine Kavallerie, dann seine Grenadiere bei Gohlau in die Flucht bis Lissa und aufs östliche Weistritz-Ufer. In der Schlacht bei Hochkirch am 14. Oktober 1758 kämpfte es am Westrand des Dorfes, warf das I.R. 44 gänzlich nieder, machte 500 Gefangene und eroberte eine Fahne, indem es wiederholt mit ganzen Eskadrons in Kolonne zwischen der Infanterie hervorbrach. Mit den K.R. 7 und 9 geriet es im Korps Finck am 21. November auf der verschneiten Hochebene von Maxen in Gefangenschaft, wurde aber wiederhergestellt. So bildete es 1760 im Korps Prinz Heinrich mit dem Kürassier-Rgt. 7 ein gemeinsames Regiment zu fünf Eskadrons. 1762 in Schlesien erlebte es, verstärkt auf 1000 Pferde, Anfang August die Einschließung von Schweidnitz, am 13. August das Treffen bei Reichenbach und am 10. Oktober die Übergabe der Festung.
- Bayerischer Erbfolgekrieg 1778/79
- Feldzug in Holland 1787
- Im Ersten Koalitionskrieg Schlacht bei Kaiserslautern 1793, Feldzug gegen die Französische Republik 1792/94, Einsatz bei Verdun, Valmy, Mainz, Saar und Rheinpfalz. Den Orden Pour le Mérite erhielten 1792 Leutnant Baron von Fritsch, 1793 Oberst von Froreich, die Majors von Heiligenstädt, von Dresden, Ernst Eberhard von Schubaert, und Major Karl Christoph von Schubaert sowie Leutnant Friedrich Heinrich August von Itzenplitz[12]
- 1796 bis 1801 Sicherung der Demarkationslinie in Westfalen.
- 1806 Schlacht bei Auerstedt im Vierten Koalitionskrieg

## Abbildungen

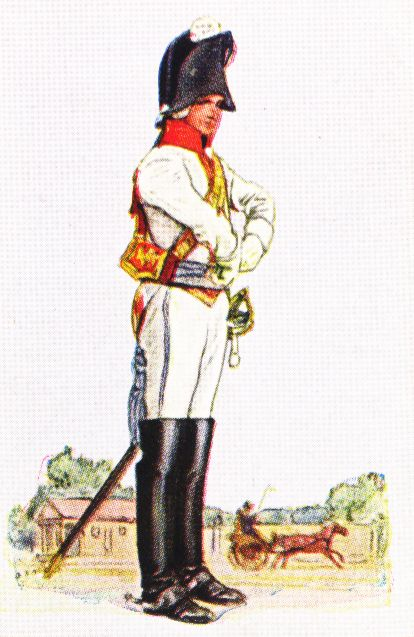
Offizier des Regiments von Quitzow um 1806 (Quelle: Waldorf-Astoria Zigarettenbilder)
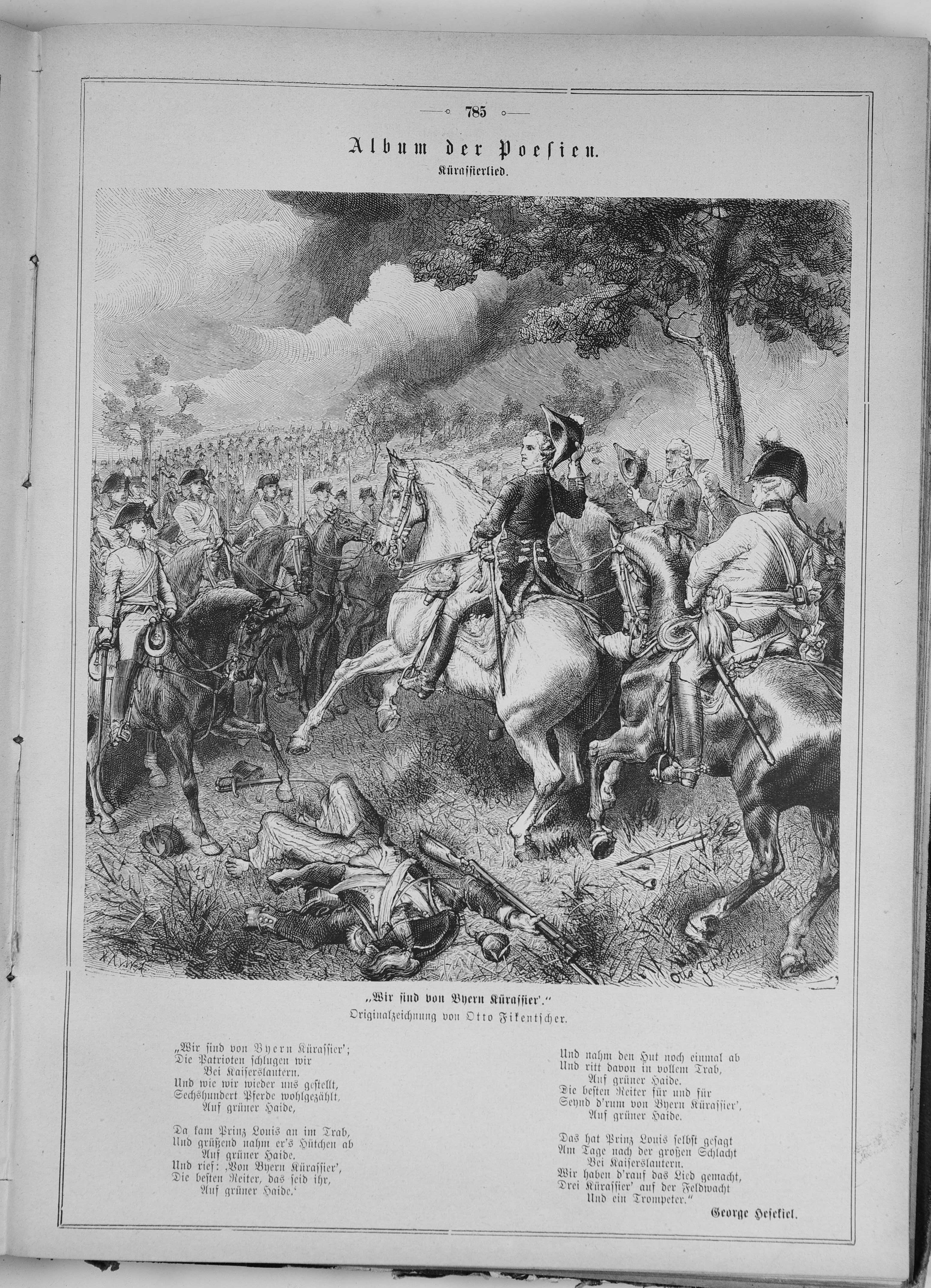
Regiment von Byern, 1793 (Quelle: Die Gartenlaube 1876)
- Lied der Byern-Kürassiere (Cabaret Fledermaus 1907, 2. Heft, S. 13)
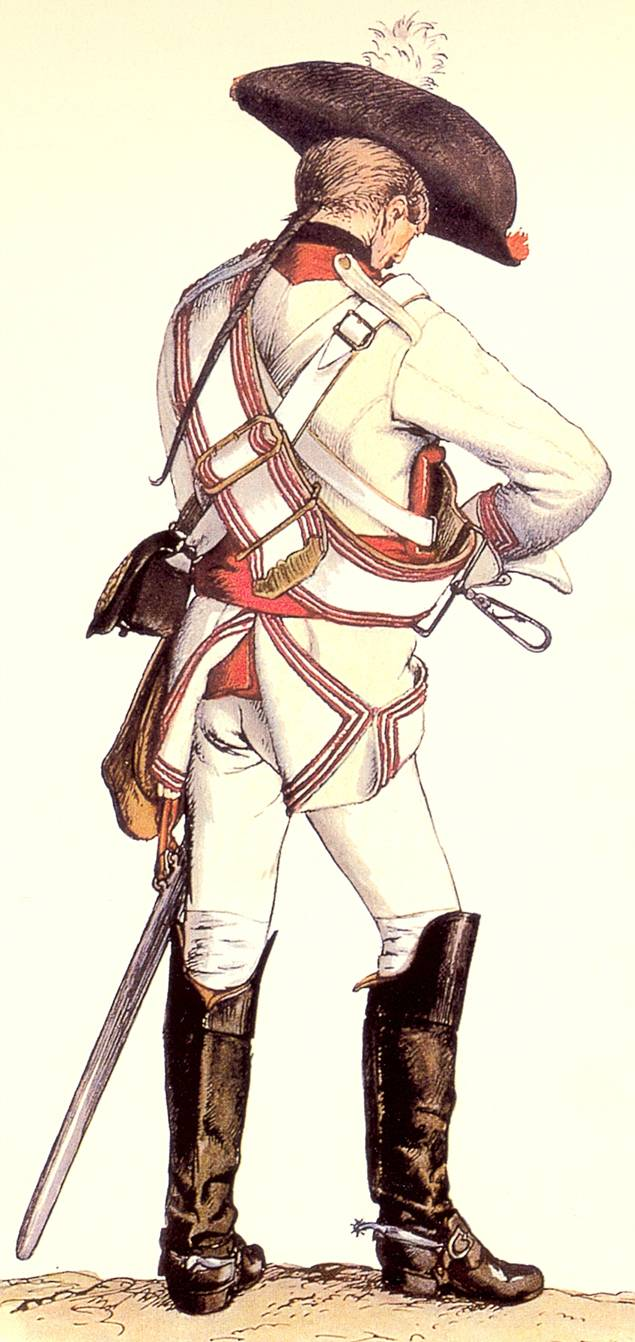
Regiment von Schönaich, um 1757 (Quelle: Adolph Menzel, Die Armee Friedrichs des großen in ihrer Uniformierung, 1851)
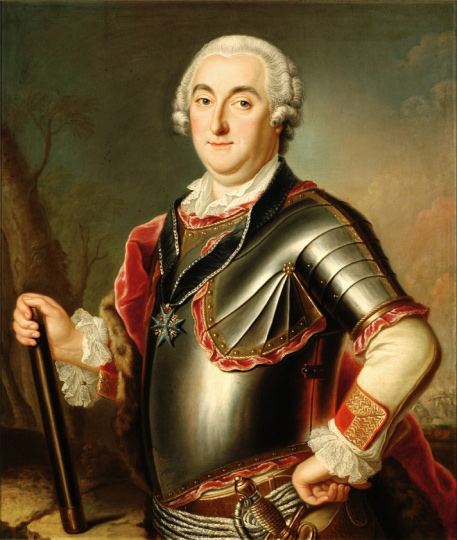
Generalmajor von Stille, 1750

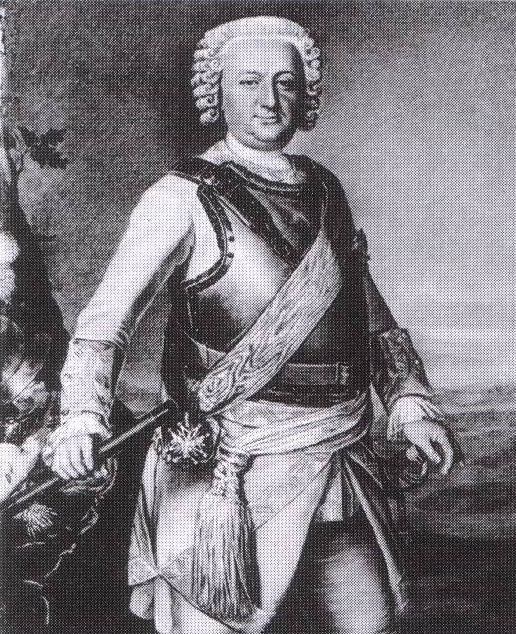
Prinz Eugen von Anhalt-Dessau, um 1740
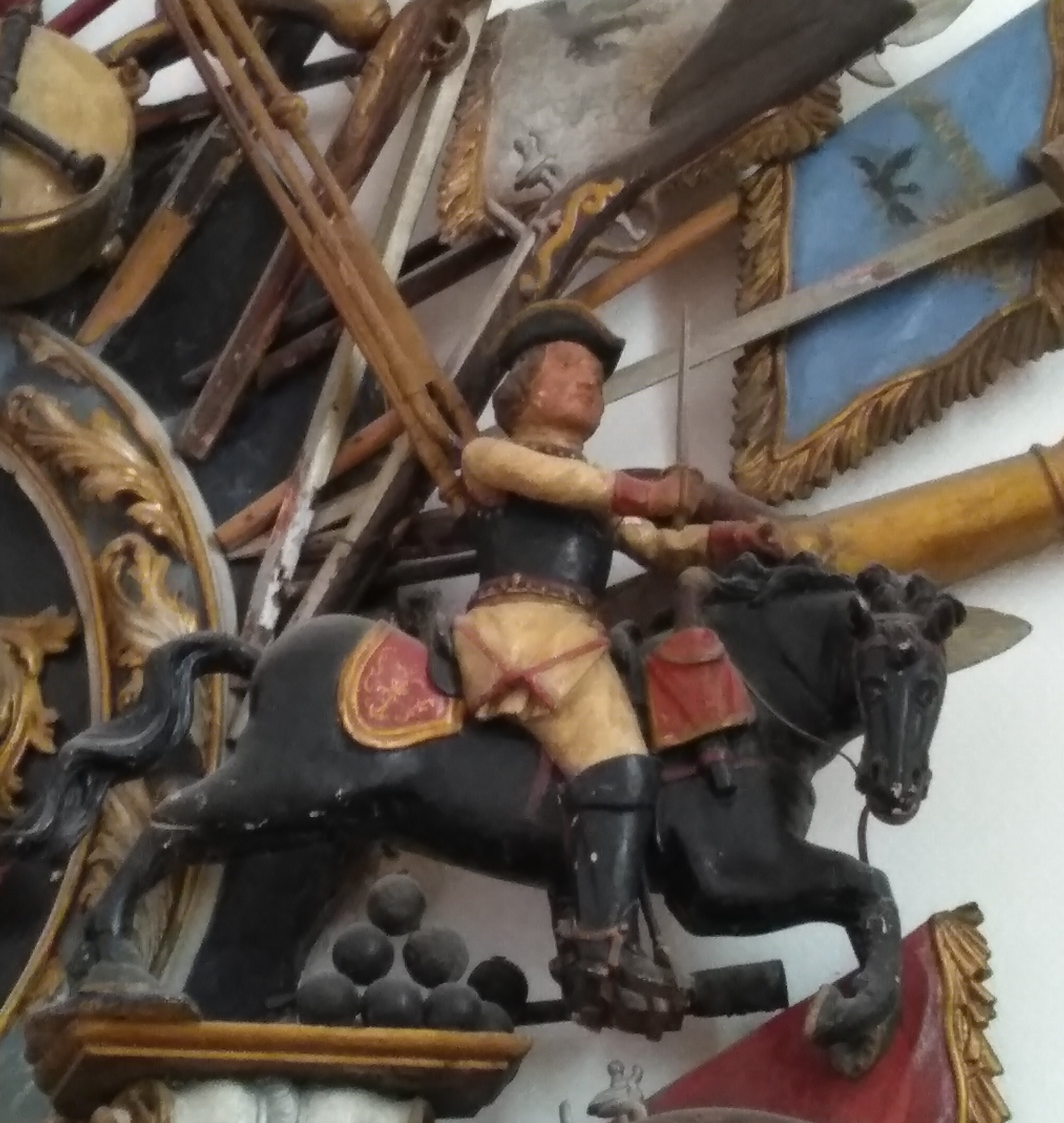
Uniform und Standarte, stilisierte Darstellung 1724
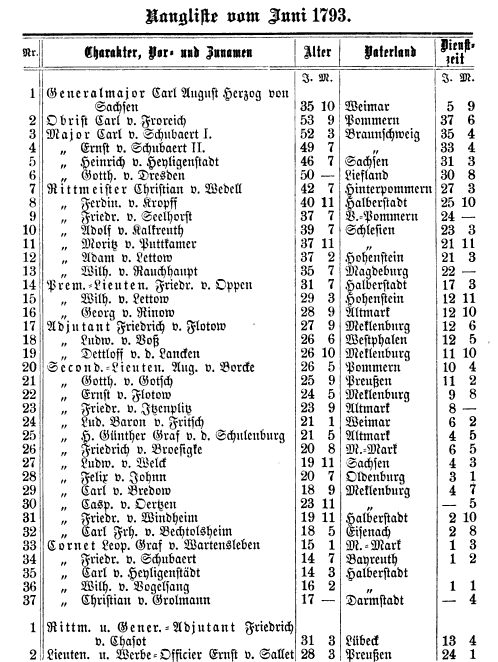
Rangliste Sachsen-Weimar 1793
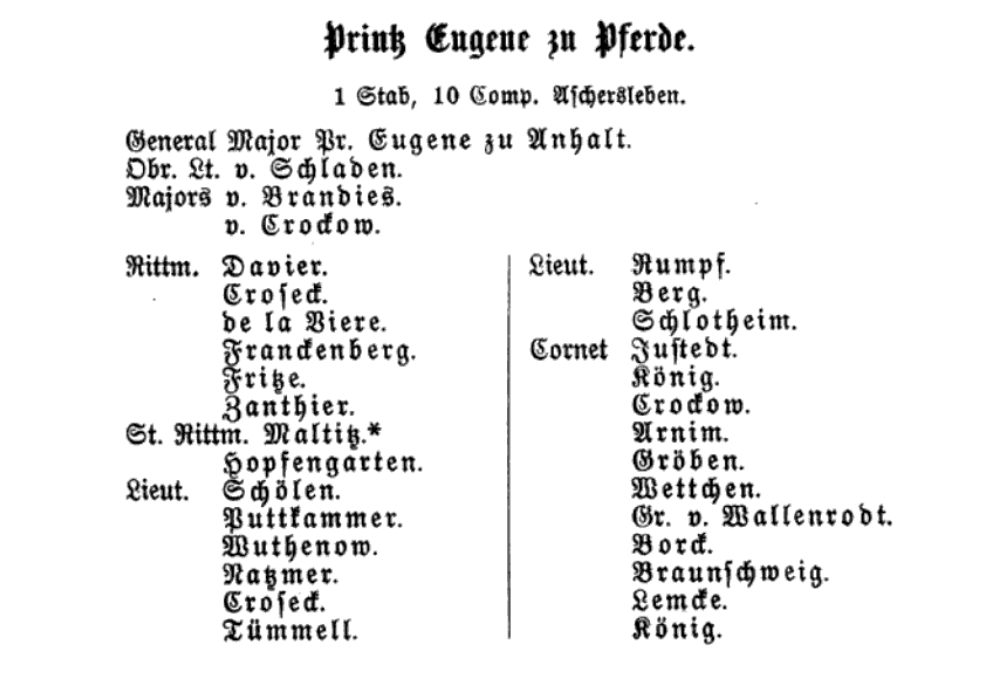
Rangliste Prinz Eugen zu Pferde 1740
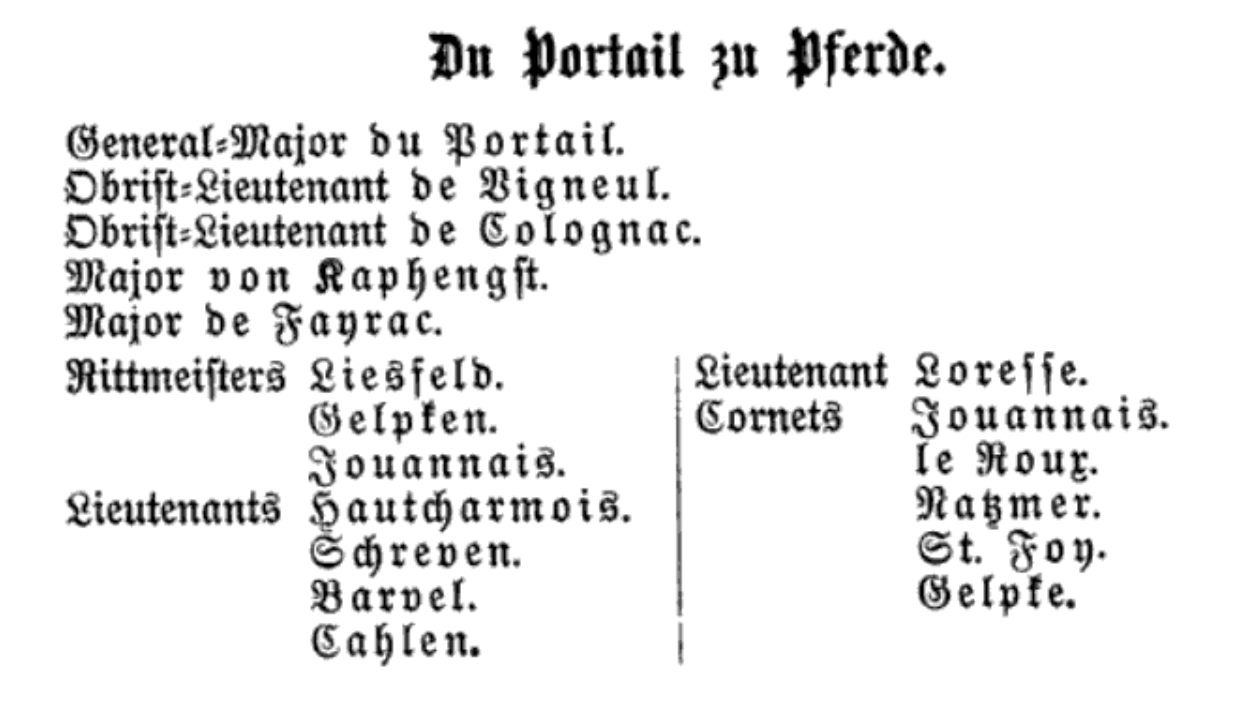
Rangliste Du Portail zu Pferde 1713

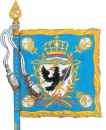
Standarte des preußischen Kürassier-Regiments Nr. 6

## Uniform und Standarte
Das Regiment trug stets einen weißen Rock (Lederkoller) mit hellroten Aufschlägen und Kragen, Bortenbesatz war weiß-rot gemustert. Über dem Rock wurde (zumindest ab 1724) ein schwarzer Halbkürass (Brustpanzer) getragen, der mit auf dem Rücken gekreuzten Lederbandeliers und einer Bauchbinde in Abzeichenfarbe festgehalten wurde. Unteroffiziere hatten goldene Litzen auf den Aufschlägen. Trompeterborten waren golden mit weiß-roten Rändern. Offiziere hatten goldenen Tressenbesatz und Abzeichen aus Samt. Im Winter wurde (etwa 1750 bis 1806) auch ein schwerer Redingote-Mantel getragen, der 'Roquelor' genannt wurde. Dieser war außen blau oder weiß, und das Futter wies die hellrote Abzeichenfarbe auf.
Im März 1699 beschrieb Franz du Hamel die bisherigen Standarten des Regiments: von Couleur Isabel und Goldt; auf der einen Seite der Churfürstlich-Brandenburgische Adler und auf der anderen Seite ein Zeiger, welcher von einem Engel und einem geharnischten Reuter gehalten wird, mit der Umschrift: Alle Stunden bereit!
Die neue Standarte (um 1724) war (dunkel)blau mit silbernem Mittelschild mit schwarzem Adler. Stickerei und Frangen in Gold. Die Leibstandarte war weiß mit dunkelblauem Mittelschild.